# 제4대 로스차일드 남작 제이콥 로스차일드

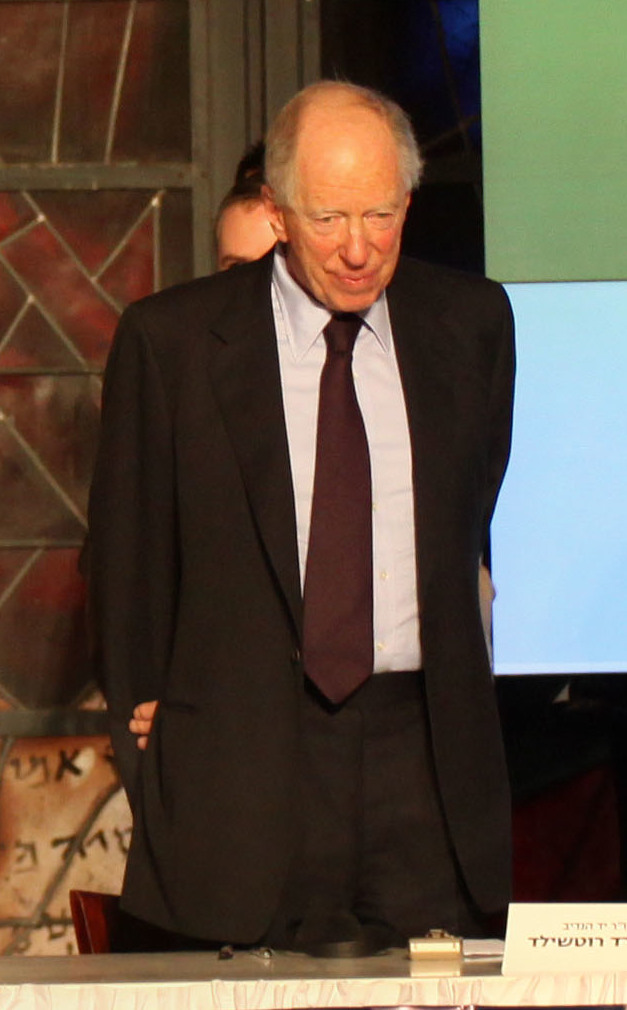
로스차일드 경

제4대 로스차일드 남작 너대니얼 찰스 제이콥 로스차일드(Nathaniel Charles Jacob Rothschild, 4th Baron Rothschild, 1936년 4월 29일~2024년 2월 26일, (OM, GBE, CVO, FRCA)는 로스차일드가의 일원이다.

## 같이 보기
- 로스차일드가